# Лафортюн, Юбер
Юбер Жан Жозеф Лафортюн (фр. Hubert Jean Joseph Lafortune, 24 ноября 1889 — ?) — бельгийский гимнаст, призёр Олимпийских игр.
Родился в 1889 году в Лёвене; происходил из семьи с крепкими спортивными традициями: был братом стрелков Марселя Лафортюна и Франсуа Лафортюна-старшего, и дядей стрелка Франсуа Лафортюна-младшего. В 1920 году завоевал серебряную медаль Олимпийских игр в Антверпене.